# 阿尼瑪斯
根據荣格的分析心理學，阿尼姆斯（animus）是女人內心中無意識的男人性格與形象的一面，可以讓女人盲目迷戀男人。通常正面的阿尼姆斯有父親的形象，也常有哥哥，伯伯、叔叔、姑父、姨父、或是男老師的影子。影劇界甚至政治界的偶像常是女性阿尼姆斯形象投射的目標。相對應的，阿尼瑪（anima）是男人內心中無意識的女人性格與形象的一面。男性常常只有的單一阿尼瑪，女人夢中常有一群阿尼姆斯。很常見的夢是一群強盜。

## 負面與正面
阿尼姆斯可以是負面的也可以是正面的。負面的阿尼姆斯有致命的吸引力，會帶來毀滅性的後果。娶一個殺一個的藍鬍子是典型的負面阿尼姆斯。另外始亂終棄不負責任的花心男子也是負面的例子。上述在夢中出現的一群強盜也是負面的阿尼姆斯。
喋喋不休嘮嘮叨叨的女性是負面的阿尼瑪斯在作祟。女性若長年壓抑憤怒與自我需求會導致產生負面的阿尼姆斯，因此，出身社會地位較低的女性更可能受制於負面阿尼姆斯。
玉樹臨風又懂得詩情畫意，風流倜儻卻不亂來，有學問有智慧有理想的正面阿尼姆斯則是女性創造力與智慧的泉源。獨立且積極追求個人利益的女性，更有機會產生正面阿尼姆斯。

## 形象映射
荣格认为，一个女人有着四个平行的多面性阿尼姆斯发展水平。

### 泰山 - 单纯的体力化身
阿尼姆斯首先作为单纯的体力化身出现，例如运动冠军或肌肉男，这里的描述用了虚构的丛林英雄泰山。

### 拜伦&海明威 - 浪漫或有行动力的男人
在下一阶段，阿尼姆斯拥有主动性和行动计划的能力，例如19世纪的英国浪漫诗人拜伦，或美国的硬汉欧内斯特·海明威，也可以是战争英雄或者猎人的形象。

### 劳合·乔治 - 教授、牧师、演说家
在第三阶段，阿尼姆斯经常以教授或者牧师的身份出现，这个词的承载者是伟大的政治演说家劳合·乔治。

### 赫耳墨斯 - 作为精神向导的人
最后，在阿尼姆斯的第四次表现中，是意义的化身。在这个最高层面上，他称为精神深度的调解人。荣格指出，在神话中，这方面的阿尼姆斯表现为宙斯的儿子赫耳墨斯，是众神的使者。在梦中，他是一个有用的向导，像阿尼玛的最高阶段索菲亚一样，这是无意识和有意识之间最高水平的调解。

## 閱讀
- 容格的《人及其象徵》。